# Château de Malevirade
Le château de Malevirade ou aussi Malvirade est un château situé dans la commune de Grézet-Cavagnan, dans le département de Lot-et-Garonne dans la région française de Nouvelle-Aquitaine. Il est inscrit partiellement aux monuments historiques par arrêté du 28 décembre 1995.

## Présentation
Aliénor d'Aquitaine, l’aînée du duc Guillaume X, née vers (1122) très probablement au château de Belin, héritière du Duché d'Aquitaine en (1136), prend vite conscience de la nécessité de protéger ses terres frontalières, à l’Est, avec le Comté de Toulouse, décidant de profiter des anciennes constructions gallo-romaines, pour y reconstruire des tours de surveillance ou des places fortes.

Ce n’est pas étonnant qu’on y retrouve, plus tard, un alignement de châteaux, (Malevirade, Cavagnan, Labastide (Plantey, Lacaze, Archambaud), Fontpeyre, Molayres, Sendat, etc.) suivant l’ancien contour de la frontière, permettant de défendre, entre-autres, la ville fortifiée de Casteljaloux.

C’est ainsi qu’elle ordonna, de construire une tour rectangulaire avec plusieurs étages pour permettre l’installation d’un corps de surveillance et de première défense.
Cette même situation a continué, pendant le duché de anglais de Guyenne, à la suite du mariage d’Aliénor avec le futur roi Henri II d'Angleterre, et jusqu’à la fin de la guerre de Cent Ans.

Les nouvelles générations de la Maison d'Albret, avec Henri IV à la tête, préparent la Gascogne à la modernité, prélude de la Renaissance dans toute la France.

C’est ainsi que le site deviendra un château, à partir du dernier quart du XVe siècle, grâce à la famille Sacriste, qui l’initia, le finissant pendant le siècle suivant.
Bien que la zone ne manque pas de pierres calcaires, elles étaient trop friables. Les pierres plus denses et plus blanches étaient dans des carrières bordelaises ; c’est donc de là qu'elles furent transportées, par bateau, à contre-courant, sur la Garonne et jusqu'à la plaine d’alluvions, au niveau de l’eau, de Fourques. Elles pouvaient ainsi continuer, avec des charrettes, un couloir presque plat, suivant le bord du lit de l’Avance, et jusqu’au Grézet, en évitant les coteaux du Mas et de Sainte Marthe.

Par contre, les constructeurs de l'époque avaient sous la main, le bois de charpente et de parquet nécessaire, dans la forêt des collines du Mas.

Et ni l’eau, ni les sables ni l’argile ne manquaient dans cette zone.

Quelques défenses étaient  encore nécessaires vu les guerres de religion à l’époque, spécialement sur Casteljaloux.

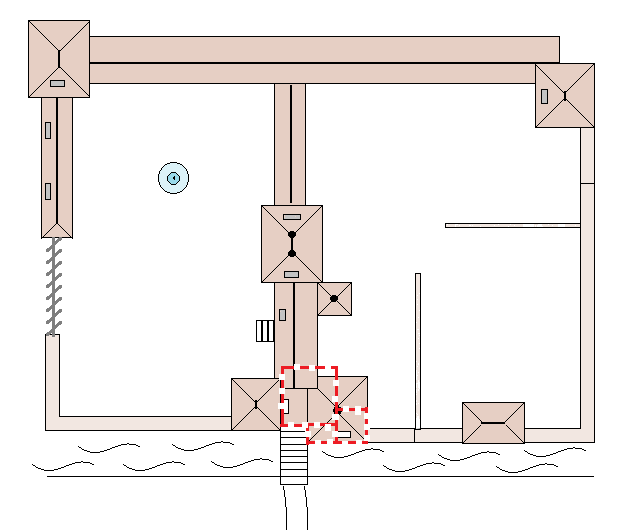
Croquis de l’enceinte du château. En Rouge, les tours initiales d’Aliénor.
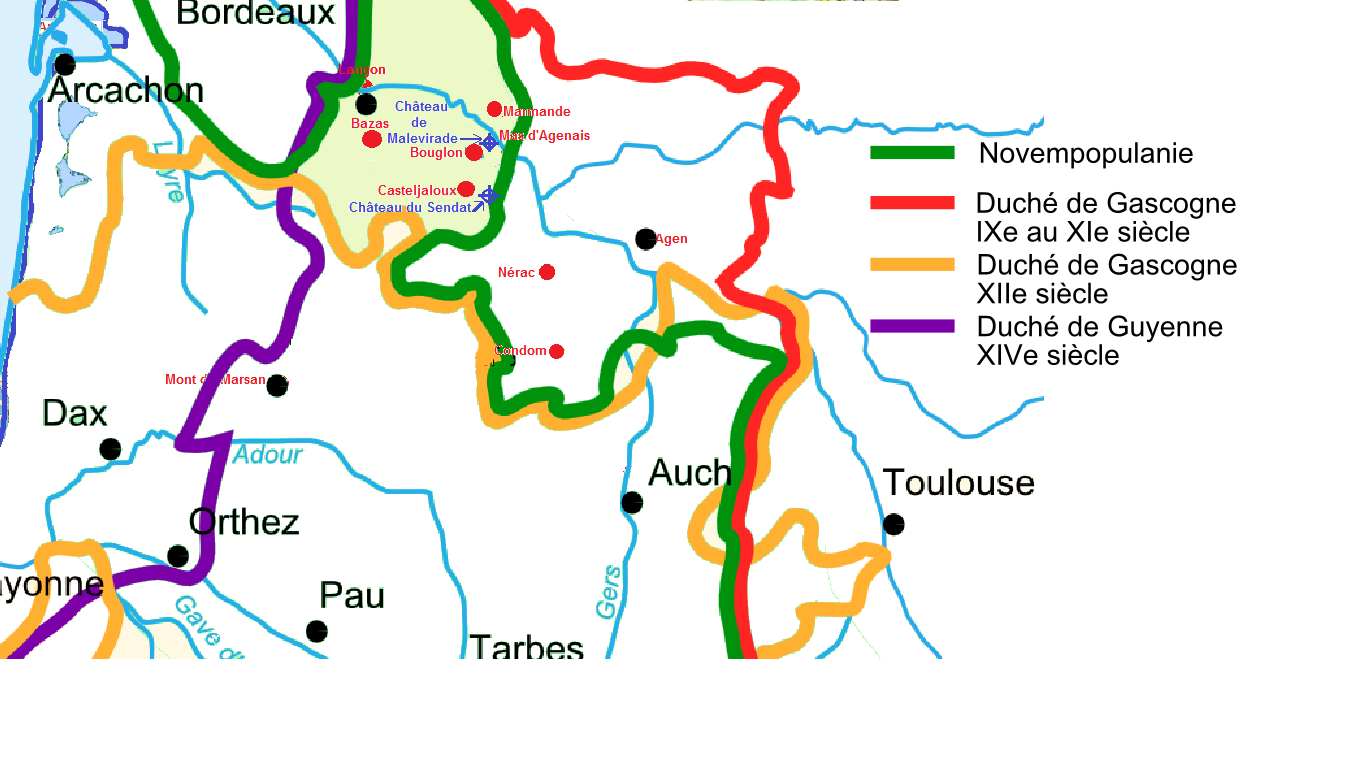
Limites de la partie nord de la Gascogne ancienne.
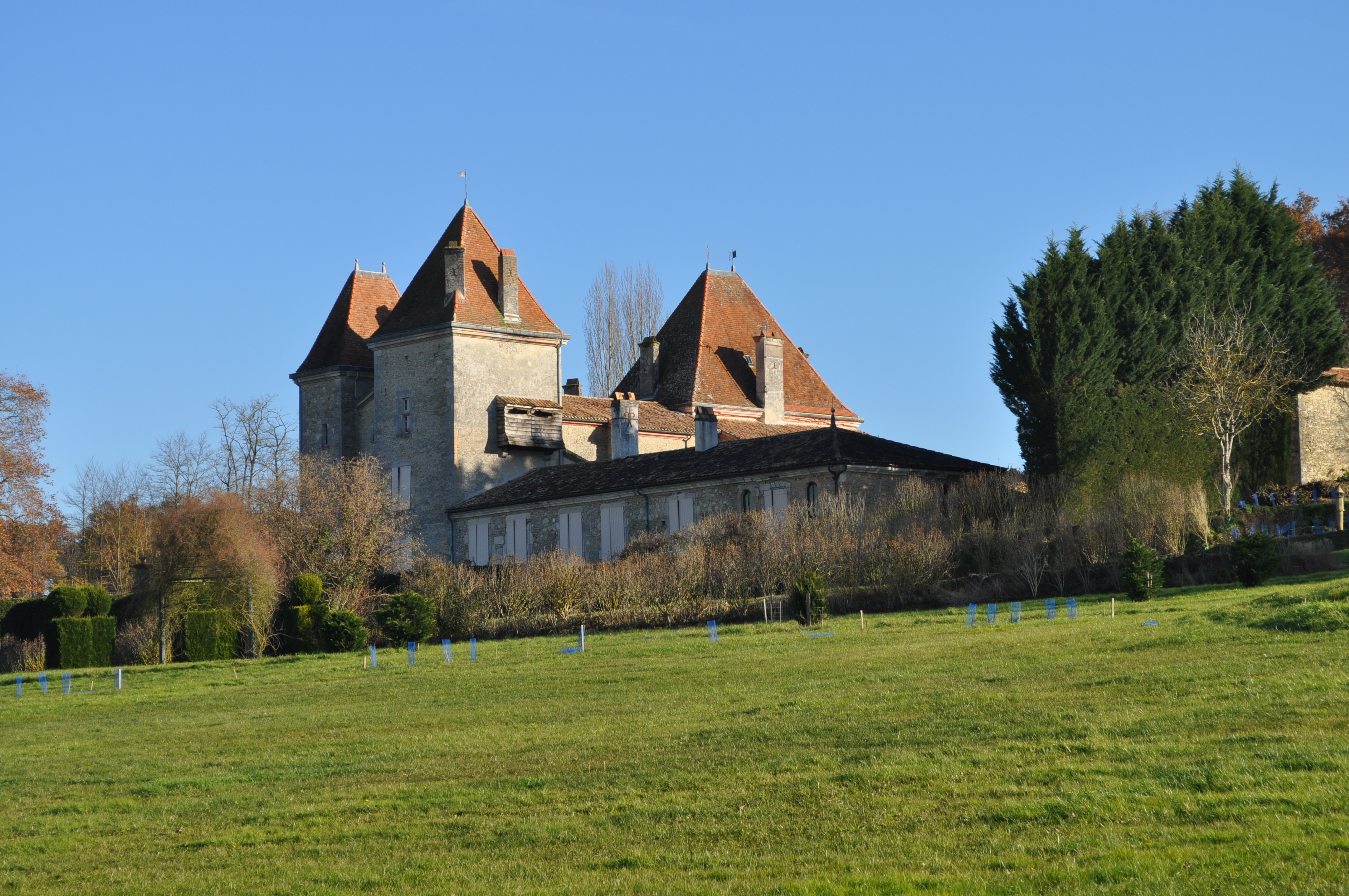
Vue depuis la route.

## Toponymie
«Malvirade» semble difficile en Gascogne (on aurait «Mauvirade» du gascon «Mauvirada»), sauf sous forme d'une contraction à partir de «Malevirade». 
Le nom de virada signifiait en ancien occitan «tournant d'un chemin»,  «tour», ce qu'il ne faut sans doute pas prendre pour le substantif féminin, qui serait certes évocateur pour un château. L'adjectif mala, connue aussi en ancien français sous la forme male, a le sens de «mauvaise».
En occitan moderne, le sens de «virage» est conservé pour le mot virada, mais existent aussi, entre autres, ceux de «forte émotion, frayeur, secousse, bouleversement, tournure, expédient, penchant, habitude, pente».
Il semble donc difficile de préciser le sens et la motivation (la raison du choix du mot virada et son contexte), ainsi que la date de la dénomination. S'agit-il d'une allusion à un virage difficile, ce qui ne conviendrait guère au Moyen Âge, ou plutôt d'un terme menaçant qu'il faudrait préciser, comme le sont les Mauvezin ou Malvezin, plus transparents ?

## Histoire
En 1577  Noble Bernard de Brocas,  fils de Noble Arnaud de Brocas, et de sa deuxième épouse, Agnette de France, petit-fils de Noble Guilhem de Brocas,  habitant Esquerdes,  fut tué  près  du Château de Malvirade, durant le combat livré par les Réformés de Casteljaloux, sous les ordres du gouverneur,  sieur de la Vachonnière. D’Aubigné, lieutenant de la Vachonnière,  écrit  dans ses Mémoires  que l’engagement fut très acharné et que Brocas et quelqu’un d’Esguilhon (Aiguillon?) se sont coupés la gorge avec leurs poignards. La Vachonnière y périt. Son lieutenant, d’Aubigné, de 25 ans, fut grièvement blessé. Ce Bernard de Brocas était le père d'un cadet, Colin de Brocas (+ avant 1592) , auteur de la Famille de Brocas de Lanauze.

### Les occupants deMalvirade
le premier occupant de Malevirade fut Pierre de Sacriste, vassal de la famille d'Albret, qui prend possession du château après la bataille de Castillon en 1453.
- Le 14 septembre 1642, nobles Alexandre et Pierre Sacriste, seigneurs de Malvirade, Le Gréset et Samazan, assistèrent à la noce de damoiselle Rose de Brocas, 4e enfant de Mr Mm  Gabriel de Brocas, II de la lignée, et de Louise de Castaing, avec noble Benjamin de Feytis, écuyer, sieur desdits lieux, fils de dame Marie de La Barrière.
- Le 27 janvier 1644 Jeanne Sacriste de Malvirade, fille de feu noble Gabriel Sacriste, seigneur de Malvirade, Le Greset, Samazan, et de damoiselle Catherine de la Lande, fut mariée à noble messire Nicolas de Brocas, écuyer, seigneur du Freiche, Sauros, Saumejan, et baron de Montpouillan, 1er fils de Gabriel de Brocas, IV de la lignée, écuyer, et de Louise de Castaing de Casteljaloux.

Elle fut assistée de :
Ses frères, noble Alexandre Sacriste, seigneur de Malvirade, et Pierre Sacriste, seigneur, baron de Samazan.
Noble François de Morin, conseilleur du Roi en la Cour de Parlement de Bordeaux, seigneur et baron du Sendat.
Noble François de Paloque, seigneur dudit lieu et de Labanie.
Le futur fut assisté, dans cet acte de :
Son oncle, noble Jean-Denis de Noailhan, seigneur de Villeneuve.
Ses cousins, Gabriel et Bertrand, seigneurs de Tampouy et de Maubert.
Le contrat fut passé dans la maison noble de Malvirade, paroisse de Cavagnan, juridiction de Bouglon, en Albret.
Nicolas de Brocas était, en 1653, tuteur de ses neveux, nobles Alexandre, Pierre, et damoiselle Anne du Lyon, enfants de feus Jacques du Lyon, seigneur de Campet et de Géloux, et de damoiselle N…Sacriste de Malvirade.
- Le 14 mars 1709 meurt à Casteljaloux noble Antoine de Brocas, premier fils de noble Nicolas de Brocas, (lui-même premier fils de Gabriel de Brocas et de Louise de Castaing) et de Jeanne Sacriste de Malvirade.

### Sources
1. ↑  Coordonnées vérifiées sur Géoportail
2. ↑  « Château de Malevirade », notice no PA00135189, sur la plateforme ouverte du patrimoine, base Mérimée, ministère français de la Culture. Consulté le 29 décembre 2013
3. ↑  Section Cours d'eau et Moulins
4. ↑  Maurice Romieu, André Bianchi, Gramatica de l'occitan gascon contemporanèu, Presses universitaires de Bordeaux, 2005, p. 53
5. ↑  Emil Levy,  Petit Dictionnaire Provençal-Français, 1909, réédition Culture Provençale et Méridionale, Raphèle-les-Arles, 1980, p. 385
6. ↑  Frédéric Mistral,  Lou Tresor dóu Felibrige, réédition Culture Provençale et Méridionale, Raphèle-les-Arles, 1984, tome II, p. 1129, à virado
7. ↑  Château de Malvirade sur le site de région Aquitaine